# Nocardia
Nocardia és un gènere de bacteris grampositius que es troben, amb algunes excepcions, en sòls rics en matèria orgànica arreu del món. Són catalasapositius i tenen forma de bacil filamentós; semblen fils allargats. Edmond Nocard (1850-1903), veterinari i microbiòleg francès, els va descriure per primera vegada l'any 1888. Moltes espècies són patògenes i causen nocardiosi, una infecció poc comuna inclosa en la llista de les malalties tropicals desateses. La majoria de les infeccions causades per Nocardia s'adquireixen per inspiració directa del bacteri o per traumatismes i les seves manifestacions clíniques són moltes i molt diferents. Són uns bacteris difícils d'aïllar i amb capacitat de desenvolupar resistència als fàrmacs antimicrobians i antituberculosos, encara que molts casos de nocardiosi responen bé al tractament amb cotrimoxazole i/o linezolid (un antibiòtic oxazolidinònic). Les infeccions cutànies causades per certes espècies de Nocardia poden ser tractades amb èxit emprant amoxicil·lina/àcid clavulànic. A Espanya, les pneumònies per Nocardia spp. són poc comunes, però el seu índex de mortalitat és alt, ja que acostumen a desenvolupar-se en pacients amb un estat general precari. Les nocardiosis també es veuen en musclos, peixos i en mamífers no humans, com ara els gats, els bovins o les cabres domèstiques. Diverses nocàrdies intervenen en el procés de fangs activats que es fa servir per tractar les aigües residuals, entre elles Nocardia takedensis. Altres tenen utilitats en la investigació bioquímica, com ara Nocardia corallina B-276, la indústria alimentària o en la farmacèutica. Nocardia seriolae representa un risc per l'aqüicultura. Hi ha espècies del gènere que tenen la propietat de biodegradar el cautxú o que són una font de substàncies antimicrobianes de nova generació.

## Cultiu
Les colònies de Nocardia mostren un aspecte variable, particularment quan creixen en un mitjà amb nutrients limitats. Creixen lentament sobre medis de cultiu no selectius i són bacteris estrictament aerobis, amb la facultat de créixer en un ampli marge de temperatures. Diverses espècies presenten una resistència acidoalcohòlica parcial (en el sentit que es necessita utilitzar una solució menys concentrada d'àcid sulfúric o clorhídric durant el procediment de tinció), a causa de la presència d'àcids micòlics de longitud intermèdia en la seva paret cel·lular i poden ser confoses amb membres del gènere Mycobacterium. L'ús d'un medi de cultiu químicament definit facilita l'aïllament selectiu de Nocardia spp. en mostres clíniques contaminades, com poden ser les d'esput, rentat broncoalveolar, aspirat traqueal, líquid cefalorraquidi o les secrecions d'un micetoma.
La majoria de les soques tenen «factor de cordó» (6-6 dimicolat de trehalosa), un important factor de virulència. Són catalasapositives i poden créixer fàcilment en els medis de cultiu més utilitzats. Les colònies es fan visibles en 3-5 dies; no obstant això, de vegades hi calen perllongats períodes d'incubació (2-3 setmanes). Avui dia, a més de amb l'ús de les diverses proves d'immunoassaig enzimàtic disponibles, és possible la detecció directa de Nocardia en mostres clíniques emprant diversos procediments diagnòstics basats en la biologia molecular. El gènere inclou més de 115 espècies, de les quals almenys 40 han estat aïllades d'éssers humans (dades de l'any 2021).

## Virulència
Les diferents espècies de Nocardia són bacteris patògens de baixa virulència; per la qual cosa solament són clínicament significants com a causants d'infeccions oportunistes en subjectes de sistema immunitari feble, com ara nens, ancians i pacients immunodeficients. Rares vegades, aquests bacteris són l'origen de pnèumonies i abscessos en individus amb malalties neuromusculars cròniques, de micetomes dorsals, als peus, o disseminats i de nòduls pulmonars purulents en persones sense dèficits immunitaris, d'espondilodiscitis infecciosa (també anomenada osteomielitis vertebral), d'infeccions en receptors de trasplantaments, d'escleritis, de queratitis, d'artritis sèptica, de meningitis crònica, d'abscés cerebral, d'embassament pleural bilateral, d'endoftalmitis, de sèpsia, de bacterièmia i abscés adrenal, d'endocarditis infecciosa sobre una vàlvula cardíaca nativa, de bacterièmia per infecció d'un marcapassos cardíac artificial o d'un desfibril·lador automàtic implantable, o d'un empiema toràcic fatal. Els factors de virulència nocardials són els enzims catalasa i superòxid dismutasa (que inactiven les espècies reactives de l'oxigen secretades pels neutròfils polimorfonuclears que, d'una altra manera, serien tòxiques per al bacteri, a més d'un «factor de cordó» que interfereix amb la fagocitosi dels macròfags i que també evita la fusió en la cèl·lula hoste de les vesícules fosfolipídiques del fagosoma amb el lisosoma).